# La ballata di Cable Hogue
La ballata di Cable Hogue (The Ballad of Cable Hogue) è un film del 1970 diretto da Sam Peckinpah e interpretato da Jason Robards, Stella Stevens e David Warner.
Ambientato durante la cosiddetta "fine della frontiera", il periodo di transizione dal vecchio West rurale alla moderna America industriale, non riuscì a ripetere il successo di pubblico de Il mucchio selvaggio alla sua uscita, anche se ottenne l'apprezzamento della critica ed è stato spesso definito da Peckinpah come il suo film preferito.

## Trama
Cable Hogue è un cercatore d'oro abbandonato nel deserto dell'Arizona dai compagni Taggart e Bowen, decisi a tenere per sé la poca acqua rimasta. Dopo quattro giorni, giunto allo stremo delle forze, si imbatte in una sorgente che scopre essere l'unica fonte d'acqua sul percorso tra due città. Costruito un accampamento di fortuna, riceve la visita del reverendo Joshua Duncan Sloan, un bizzarro predicatore che mette in dubbio la legittimità della sua rivendicazione sulla sorgente, spingendolo a correre in città per registrarla all'ufficio del demanio.
Giunto a Dead Dog, Cable riesce ad acquistare appena 2 acri e convince il direttore di una banca a concedergli un prestito per ingrandire la sua proprietà. Decide quindi di concedersi un po' di tempo con la prostituta Hildy, con la quale instaura subito un rapporto cordiale, ma, prima che possano consumare, ricorda di non aver impostato i confini della sua proprietà e si precipita fuori senza pagarla, con gran disappunto di Hildy che lo insegue gettando la comunità nello scompiglio. La sera stessa Cable torna in città con Sloan e trascorre la notte con Hildy, mentre il predicatore si dedica alla sua "missione", ovvero la seduzione di donne emotivamente vulnerabili.
Cable riesce a far fruttare la sorgente e con l'aiuto di Sloan costruisce una stazione per le carovane di passaggio che ribattezza Cable Spring, trascorrendo il tempo a filosofeggiare con il predicatore sulla natura dell'amore, sulle donne e sulla morte del vecchio West. Quando questi decide di tornare a Dead Dog, Cable vede arrivare Hildy che è stata "invitata" ad andarsene dai puritani della città. I due trascorrono insieme tre settimane romantiche, ma Hildy ha già deciso di andare a San Francisco in cerca di fortuna e Cable le promette che presto la raggiungerà.
Ormai da solo, Cable è animato unicamente dal desiderio di vendicarsi di Taggart e Bowen, che un giorno vede scendere da una diligenza di passaggio. Fingendosi amichevole, fa credere loro di aver nascosto tutto il suo denaro intorno a Cable Spring e, quando tornano per derubarlo, i due cadono nella trappola che ha escogitato. Dopo aver ucciso Taggart, ordina a Bowen di spogliarsi e andarsene a piedi nel deserto come era stato costretto a fare lui tre anni prima, ma proprio in quel momento rimane a bocca aperta davanti a qualcosa che non aveva mai visto prima: un'automobile che passa davanti a Cable Spring, senza neanche il bisogno di fermarsi per abbeverare i cavalli.
Cable dimostra misericordia per Bowen al quale lascia Cable Spring, avendo deciso di raggiungere Hildy a San Francisco, quando si avvicina un'altra automobile da cui scende proprio la ragazza vestita in modo elegante. Dopo essere diventata ricca, è ora diretta a New Orleans e Cable è pronto ad unirsi a lei, ma, mentre carica l'automobile, fa scattare accidentalmente il freno a mano. La macchina lo travolge, lasciandolo incapace di muoversi. Cable sa che sta per morire e a Sloan, appena arrivato su di un sidecar, non resta che pronunciare un elogio funebre con il quale celebra la morte dell'uomo e dell'era che ha rappresentato.

## Produzione
(Sam Peckinpah)
Il 9 novembre 1966 il Daily Variety annunciò che Sam Peckinpah aveva acquistato i diritti di una sceneggiatura intitolata The Ballad of Cable Hogue, scritta da Edmund Penney e dall'attore John Crawford. Due anni dopo la Warner Bros. dette il via al progetto del film e Peckinpah riscrisse la sceneggiatura, apportando alcune modifiche con il produttore associato Gordon T. Dawson (anche se nessuno dei due risulta accreditato).

### Il cast

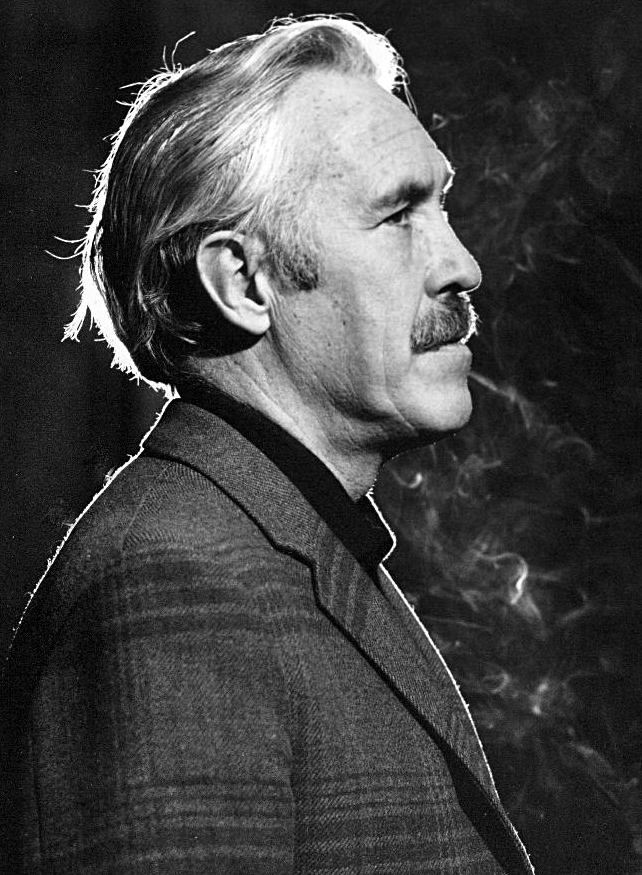
Jason Robards

Gli attori Warren Oates e L.Q. Jones, che avevano partecipato anche a Il mucchio selvaggio, si proposero rispettivamente per i ruoli di Cable Hogue e Sloan, ma il regista decise di fare scelte differenti per questo film. «Non potevo assegnare loro quelle parti», ha dichiarato in seguito, «dovevo andare avanti con quelli che pensavo fossero giusti». A Jones fu riservato il personaggio di Taggart mentre il ruolo del protagonista fu rifiutato da Charlton Heston e James Stewart e infine affidato a Jason Robards.
Per interpretare Sloan la scelta ricadde su Henry Fonda, che si mostrò interessato alla parte ma venne sostituito da David Warner, in quanto le trattative con la Warner Bros. non andarono a buon fine.
Stella Stevens fu la prima scelta per il ruolo di Hildy e, anche se l'attrice ebbe il timore di non essere adatta al personaggio, Peckinpah riuscì a convincerla, anche se in seguito ad alcune discussioni con lo studio relative al suo compenso il produttore esecutivo Phil Feldman guardò a Joanne Woodward come possibile sostituta. Dal momento che quest'ultima chiese un compenso molto più alto, la scelta della Stevens fu alla fine confermata.
La ballata di Cable Hogue vide la prima apparizione sul grande schermo dell'attrice Susan O'Connell e l'ultima di Peter Whitney, entrambi noti soprattutto al pubblico televisivo.

### Le riprese
Il 27 gennaio 1969 le riprese iniziarono in Nevada, nel Valley of Fire State Park a sud di Overton, e proseguirono in Arizona e nel J.W. Eaves Movie Ranch di Santa Fe, nel Nuovo Messico. Anche se Peckinpah dedicò al film sei giorni a settimana, riservando la domenica al montaggio de Il mucchio selvaggio che aveva appena terminato di girare, la lavorazione andò oltre i tempi previsti soprattutto a causa del maltempo e per la scelta di filmare con un rapporto panoramico di 1,85:1, usando vecchie cineprese che si bloccavano frequentemente. Con diciannove giorni di ritardo sul programma previsto le riprese terminarono il 1º aprile e alla fine della post-produzione il film avrebbe accumulato circa 3,7 milioni di dollari di spese, quasi 3 milioni oltre il budget originale.

## Post-produzione
Nel mese di luglio Peckinpah partì per le Hawaii, dove Frank Santillo e Lou Lombardo stavano lavorando al montaggio, e in autunno tornò a Burbank per le ultime fasi di post-produzione. Nel frattempo la Warner Bros. aveva cambiato proprietà e le redini erano state assunte da Ted Ashley e John Calley, che a differenza della vecchia dirigenza non nutrivano nel film un interesse particolare. Dopo la proiezione per i distributori di una versione "grezza" di due ore e mezzo priva di colonna sonora, furono ancora più convinti che sarebbe stato un fiasco.
Phil Feldman spiegò ai vertici della Warner che il film doveva essere ancora ridotto di mezz'ora e li esortò a sospendere il loro giudizio fino a quando non avessero visto il prodotto finale. I dirigenti accettarono e Feldman confidò che se al pubblico delle anteprime fosse piaciuto lo studio avrebbe cambiato atteggiamento. Tra la fine di gennaio e l'inizio di febbraio del 1970 la versione finale fu proiettata a Long Beach e New York e nella maggior parte dei casi il giudizio dei presenti fu molto positivo.

## Distribuzione
La première ufficiale si tenne a Los Angeles il 18 marzo 1970, preceduta da una proiezione avvenuta l'8 marzo presso il Los Angeles County Museum of Art come parte di un programma dedicato a Peckinpah che includeva anche Sfida nell'Alta Sierra, Il mucchio selvaggio e l'episodio Noon Wine della serie televisiva ABC Stage 67. La MPAA impose il rating "R", ovvero la visione vietata ai minori di 16 anni senza la presenza di un adulto, cosa che lasciò insoddisfatto il regista che sperava nella distribuzione del film come "M-rated" (visione consigliata ad un pubblico adulto).
Inoltre, nonostante le reazioni positive registrate nelle anteprime l'atteggiamento della Warner non cambiò e il film fu distribuito in cinema di seconda visione praticamente senza promozione. «La Warner Bros. non lo aveva fatto uscire», ha affermato in seguito Stella Stevens, «l'aveva scaricato». Dopo un paio di settimane sprofondò nel circuito dei drive-in e delle grindhouse prima di sparire del tutto. Furibondo, Peckinpah attaccò lo studio nelle conferenze stampa e nelle interviste accusandolo di aver danneggiato la sua reputazione professionale.
A luglio fu mostrato al Festival internazionale del cinema di San Sebastián, dov'era previsto come uno dei due film statunitensi in concorso insieme a Non è più tempo d'eroi di Robert Aldrich. Tuttavia il film venne ritirato dalla competizione su decisione della Warner Bros. e la scelta irritò ulteriormente Peckinpah, infuriato anche per le modifiche fatte senza la sua autorizzazione alla versione che venne infine proiettata fuori concorso. «Sono furioso con la Warner Bros.», dichiarò durante una conferenza stampa, «sono pronto a impedire che ripetano una tale trovata e ho intenzione di citarli in giudizio».
In Italia fu proiettato per la prima volta il 24 settembre 1970 durante gli Incontri Internazionali del Cinema di Sorrento e distribuito nelle sale a partire dal 3 novembre.

### Date di uscita
- Stati Uniti (The Ballad of Cable Hogue) – 18 marzo 1970
- Finlandia (Balladi Cable Hoguesta) – 22 maggio 1970
- Francia (Un nommé Cable Hogue) – 12 giugno 1970
- Norvegia (Balladen om Cable Hogue) – 13 luglio 1970
- Danimarca (Cable Hogue - præriens tørstige mand) – 3 agosto 1970
- Svezia (Balladen om Cable Hogue) – 5 agosto 1970
- Australia (The Ballad of Cable Hogue) – 13 agosto 1970
- Paesi Bassi (The Ballad of Cable Hogue) – 3 settembre 1970
- Germania Ovest (Ballade von Cable Hogue) – 4 settembre 1970
- Giappone (Sabaku no nagaremono) – 24 ottobre 1970
- Italia (La ballata di Cable Hogue) – 3 novembre 1970
- Portogallo (Balada do Deserto) – 7 dicembre 1970
- Regno Unito (The Ballad of Cable Hogue) – Gennaio 1971
- Uruguay (La balada del desierto) – 1 febbraio 1971
- Spagna (La balada de Cable Hogue) – 7 giugno 1971
- Irlanda (The Ballad of Cable Hogue) – 29 ottobre 1971
- Polonia (Ballada o Cable'u Hogue'u) – Agosto 1972
- Germania Est (Ballade von Cable Hogue) – 24 agosto 1973
- Islanda (The Ballad of Cable Hogue) – 24 ottobre 1973
- Turchia (Çöl seytani) – 5 novembre 1973
- Ungheria (A pap, a kurtizán és a magányos hős) – 4 dicembre 1980

Negli anni è stato riproposto in manifestazioni internazionali come il Panorama of European Cinema di Atene (2006), il Festival cinematografico internazionale di Mosca (2011), il Locarno Festival (2015) in una retrospettiva su Sam Peckinpah e il Torino Film Festival (2019) in una sezione dedicata alla "Nuova Hollywood".

### Home video
Il film è stato distribuito per la prima volta in DVD nel 2006 dalla Warner Home Video, in un'edizione che includeva due featurette (The Ladiest Dam'd Lady: an afternoon with actress Stella Stevens e Sam Peckinpah West: A Study of the Filmmaker), e nel box set Legendary Sam Peckinpah's Westerns Collection costituito da 6 DVD, che lo stesso anno ha ottenuto una candidatura ai Satellite Awards come "Best Classic DVD". Il 6 giugno 2017 è stato distribuito anche in formato Blu-ray.

## Accoglienza

### Incassi
Il film incassò complessivamente 5 milioni di dollari, di cui 3,5 negli Stati Uniti.

### Critica
Anche se alcuni trovarono il suo stile allegorico troppo pesante e pretenzioso, alla sua uscita il film ottenne soprattutto elogi da parte della critica.
Roger Greenspun del The New York Times lo giudicò «il film più leggero, audace e forse il più piacevole di Peckinpah fino ad oggi», mentre la rivista Variety lo definì una commedia western realizzata sullo stile del giornalista e scrittore Damon Runyon. Il critico Roger Ebert scrisse che il film è «uno splendido esempio di New Western... un racconto meravigliosamente comico che non ci si aspetta da un regista che sembra più a suo agio con la violenza che con l'umorismo». Ebert apprezzò in particolare la prova di Stella Stevens e Jason Robards, definendo il suo personaggio «uno dei più memorabili individualisti del West».
In occasione della proiezione al festival di Sorrento il quotidiano La Stampa scrisse che «su quel mondo avventuroso, stereotipato dal manierismo, tipicizzato secondo moduli consunti, Peckinpah butta un occhio umido di nostalgia. Ma il suo sguardo innamorato sa anche essere ironico, riesce a scoprire motivi d'osservazione arguta o maliziosa nelle situazioni più codificate, nei personaggi più stantii».

## Riconoscimenti
- 1972 – Cinema Writers Circle Awards

Premio CEC per il miglior film straniero

## Colonna sonora
La colonna sonora originale di Jerry Goldsmith è stata pubblicata nel 2002 dalla Varèse Sarabande, in un'edizione limitata di 3000 copie. Oltre a diversi brani strumentali include alcune tracce composte ed eseguite da Richard Gillis e una (Butterfly Mornin's) cantata da Jason Robards e Stella Stevens.

### Tracce
1. Tomorrow Is the Song I Sing (Main Title) – 04:01 (Goldsmith, Gillis)
2. The Water Hole – 01:16 (Goldsmith)
3. New Lodgings – 00:49 (Goldsmith)
4. The Preacher – 00:47 (Gillis)
5. Hasty Exit – 03:05 (Goldsmith)
6. Wait for Me, Sunrise – 01:09 (Gillis)
7. A Soothing Hand – 02:34 (Goldsmith)
8. A Death In the Family – 00:51 (Goldsmith)
9. The Rattlesnakes – 02:18 (Goldsmith)
10. The Flag – 01:22 (Goldsmith)
11. The Guest – 02:59 (Goldsmith)
12. Butterfly Mornin's – 02:32 (Gillis)
13. Three Hours Early – 00:41 (Goldsmith)
14. Hogue and Hildy – 00:47 (Gillis)
15. Hildy Leaves – 02:08 (Goldsmith)
16. Waiting – 01:36 (Goldsmith, Gillis)
17. Hildy Returns – 01:04 (Gillis)
18. The Eulogy – 01:41 (Goldsmith)
19. Wait for Me, Sunrise (End Title) – 02:10 (Gillis)
20. Tomorrow Is the Song I Sing (Alternate End Title) – 01:54 (Goldsmith, Gillis)